# جماعة شارل مارتيل
جماعة شارل مارتيل (بالإنجليزية: Charles Martel Group) (وتعرف أيضًا باسم نادي شارل مارتيل) هي منظمة إرهابية فرنسية يمينية متطرفة معادية للعرب كانت تعمل في الفترة بين سبعينيات وثمانينيات القرن العشرين. وسميت بهذا الاسم نسبة إلى شارل مارتيل، القائد العسكري للفرنجة الذي هزم جيوش الدولة الأموية في معركة بلاط الشهداء (معركة تور) في عام 732.
وكانت هجماتهم تتركز في المقام الأول على الملكيات أو الشركات الجزائرية، كما كانت موجهة أيضًا ضد الحكومة الجزائرية. وظهرت هذه المنظمة من قلب الحرب التي دامت عشر سنوات بين فرنسا والجزائر بعد الحرب العالمية الثانية في الفترة بين عامي 1954-1962. وهذا حدث بعد أن كانت الجزائر مستعمرة فرنسية لوقت طويل، ووجدت غيرها من الدول المحتلة تحصل على استقلالها، وخاصة من بريطانيا العظمى. وقد أدى هذا، إلى جانب عوامل أخرى، إلى حرب رهيبة شملت أعمالاً وحشية وتعذيبًا وحرب عصابات. وكانت النتيجة في النهاية أن حصلت الجزائر على استقلالها، في حين تبقت كمية هائلة من العداء بين البلدين. وما زاد الطين بلة بالنسبة للمواطنين الفرنسيين كان في نهاية العقد عندما بدأ لاجئون من الجزائر الهجرة شمالاً والاستقرار في الريف الفرنسي.
هذا ويأتي اختيار مارتل اسمًا لهذه المجموعة الراديكالية من دفاعه الناجح عما أصبح يعرف فيما بعد بمملكة الفرنجة التي استمرت لما يزيد عن ألف عام. وما جعل مارتيل بارزًا مقارنة بغيره من العديد من القادة العسكريين الفرنسيين خلال السنوات الماضية معركته ضد الفاتحين العرب، وبعبارة أخرى الخلفية المشابهة لاستهداف
الجزائريين من قبل المتطرفين هنا.
وكانث هناك مجموعات أخرى لها اهتمامات مماثلة لجماعة شارل مارتل داخل وخارج فرنسا. كما ظهرت منظمة إرهابية أخرى تستهدف الحكومة الفرنسية لدعمها حركة استقلال الجزائر مستخدمة اسمًا مماثلاً في ستينيات القرن العشرين قبل اتحاد الجماعات الراديكالية. ولم تلجأ الجماعة الأصلية لاستخدام أعمال العنف. وتأسست جمعية شارل مارتيل في أمريكا مع بعض التوجهات المتطرفة، على الرغم من أنها بدت جماعة لا تدعو للعنف.

## الهجمات
- 14 ديسمبر 1973 - هجوم بالقنابل على مكاتب القنصلية الجزائرية في مارسيليا. حيث قتل أربعة جزائريين وجرح 20 آخرون.

ويختلف المؤرخون حول الموعد الفعلي الذي تشكلت فيه الجماعة. ولا يرجع البعض الهجوم الأول إلى هذه المجموعة، لأن المنظمة تأسست عام 1975. ومع ذلك، نظرًا لأن الهجوم استهدف المكاتب الجزائرية وقتل اللاجئين الجزائريين فقد ألقي باللوم عليهم.
- 2 مارس 1975 - هجوم بالقنابل على مكاتب الخطوط الجوية الجزائرية في تولوز وليون. ولم يصب أحد بأذى.

وقد كانا هجومين منفصلين في نفس اليوم، ويبدو أنهما كانا بغرض التخويف لأنه لم يصب أحد في أي منهما. وهو ما يدعم الرأي القائل أن الهجوم الذي سبقه من سنوات كان بفعل جماعة مستقلة. وقد بدا أن الخطوة التالية لتفجير مكاتب الخطوط الجوية الجزائرية الكبرى ستكون اختطاف أو تفجير شركة الطيران نفسها.
- 10 أبريل 1975 - انفجار سيارة مفخخة خارج القنصلية الجزائرية في باريس. ولم يصب أحد بأذى. وأعلنت جماعة شارل مارتيل مسؤوليتها عن التفجير احتجاجًا على زيارة الرئيس الفرنسي للجزائر.

حيث أعلنت مسؤوليتها عن الهجوم صراحة. وللمرة الأولى منذ حصول الجزائر على استقلالها يقوم الرئيس الفرنسي، وكان في هذا الوقت فاليري جيسكار ديستان، بزيارة للمستعمرة السابقة. ولم تكن العلاقات بين البلدين تسير على ما يرام، حيث كان الجزائريون منزعجين من عدد من الأشياء، من بينها الهجمات الإرهابية السابقة، وكانوا محقين في ذلك. وقام الرئيس الفرنسي بخطوة جريئة عندما ذهب إلى هناك. وهو ما أثار غضب المتطرفين وأدى إلى وقوع حادث بسيط هنا، ولكن الخوف كان مما سيأتي.
- 1 نوفمبر 1977 - خطف اثنين من الجزائريين في باريس. وكان هذا بادعاء الانتقام لخطف اثنين من الرعايا الفرنسيين في موريتانيا الشهر السابق من قبل جبهة البوليساريو التي تدعمها الجزائر.

وكانت موريتانيا مستعمرة فرنسية سابقًا تخوض الآن حربًا خاصة بها مع فصائل إفريقية أخرى، بما في ذلك الجماعة المتطرفة المعروفة باسم جبهة البوليساريو. وكان الفرنسيون يقدمون مساعدات إلى مستعمرتهم السابقة في شكل أسلحة وغيرها من الموارد. ثم قتل رجلان فرنسيان يعملان في صناعة التعدين في موريتانيا، واختطف ستة آخرون. وعلى الفور، ردت جماعة شارل مارتيل على هذه الحادثة، ولكنها أظهرت نوعًا من ضبط النفس عندما حافظت على أرواح الرجال الذين اختطفتهم.
- 7 مايو 1980 - تفجير رابطة الطلاب المسلمين بشمال إفريقيا. ولم يصب أحد بأذى.

ولا يعرف سوى القليل عن هذه الحادثة. ويرجع هذا بشكل رئيسي إلى أن أحدًا لم يصب بأذى مجددًا. كما كان الوضع جيدًا على مدى العامين السابقين منذ وقوع الهجوم السابق، لذلك كان من الممكن أن يبدأ بعض الاستياء في التلاشي.
- 11 مايو 1980 - تفجير القنصلية الجزائرية في أوبرفيليي. ولم يصب أحد بأذى. وتُركت وريقة مكتوبة بخط اليد تعلن عن تحمل المسؤولية، وتقول إن جماعة شارل مارتيل «ضد الكنيسة واليهود والمتضورين جوعًا في العالم الثالث، وتعمل لصالح الجنس الأبيض».

جاء هذا الهجوم بعد أقل من أسبوع على التفجير السابق لكنه لم ينجح مرة أخرى في إصابة أي شخص. ومن الصعب معرفة الأوقات الدقيقة للهجمات، ولكن من المرجح أن النية كانت مبيتة لعدم إيذاء أي شخص خلال معظم هذه الهجمات. والغرض منها فقط ترك رسالة، وفي هذه الحالة كانت الرسالة حرفية.
- 9 أغسطس 1983 - هجوم بقنبلة على مكتب الخطوط الجوية الجزائرية في مرسيليا. ولم يصب أحد بأذى.

ويبدو أن هذا العمل كان الأخير الذي تضطلع به جماعة شارل مارتيل. وإذا لم يتم احتساب العمل الأول والذي، إلى حد ما، لم يكن من عمل الجماعة، يتضح أن أعمال هذه الجماعة تتسم بسخرية تناظرية. حيث إنها بدأت وانتهت بتفجير مكتب الخطوط الجوية الجزائرية في مناطق مختلفة من فرنسا. ووقعت عدة تفجيرات بينهما لكن دون وقوع إصابات.
كما سيصبح من المناسب افتراض أن جماعة شارل مارتيل قد تشكلت كردة فعل لمواجهة الهجرة الجزائرية إلى فرنسا.

## وصلات خارجية
- MIPT Terrorism Knowledge Base
- start.umd.edu